# 尉犁镇
尉犁镇，是中华人民共和国新疆维吾尔自治区巴音郭楞蒙古自治州尉犁县下辖的一个乡镇级行政单位。

## 行政区划
尉犁镇下辖以下地区：
解放社区、团结社区、孔雀社区、和平社区、文化社区、银华社区、五一社区、阿牙克买里村、努尔巴克买里村和墩买里村。